# Atlus
Atlus Co., Ltd. (株式会社アトラス 
 Kabushiki gaisha Atorasu?) es una desarrolladora de videojuegos japonesa ubicada en Tokio, filial de SEGA. Son globalmente conocidos por desarrollar Shin Megami Tensei, Persona, Etrian Odyssey entre otros. La mascota de la empresa es "Jack Frost", un muñeco de nieve que aparece en la franquicia Shin Megami Tensei.
Sus oficinas americanas están en California, y las japonesas en Tokio.
Atlus se fundó en abril de 1986, y existió hasta que la compañía se disolvió en octubre de 2010 por Index Holdings. Tras la disolución, el nombre Atlus continuó siendo usado por Index Corporation para publicar videojuegos hasta 2013. Atlus, en la actualidad, fue fundada como Sega Dream Corporation en septiembre de 2013, una nueva corporación establecida por SEGA. En noviembre de 2013, Sega Dream fue renombrado a Index Corporation, siguiendo la bancarrota de la Index Corporation original. En abril de 2014, Sega implementó a la empresa soluciones financieras para luego ser renombrado como Atlus.
La compañía tiene dos filiales, P-Studio, responsable de la franquicia Persona y Studio Zero. La empresa norteamericana Atlus fue fundada en 1991 para poder concentrarse en publicar y localizar juegos para Norteamérica. Hasta 2017, Atlus no tenía ninguna forma de publicar juegos en regiones PAL (Europa y Australia). Para subsanar este problema, la compañía se asoció con editoras Third-Party como Ghostlight, NIS America, Square Enix y Deep Silver.

## Juegos desarrollados por Atlus
- ADVAN Racing
- Amazing Tater
- Bio-Senshi Dan: Increaser to no Tatakai

- Bonk's Adventure

- Catherine

- deSpiria
- Devil Summoner: Soul Hackers
- Digital Devil Monogatari - Megami Tensei
- Digital Devil Monogatari - Megami Tensei II
- Dungeon Explorer
- Etrian Odyssey
- Etrian Odyssey II: Heroes of Lagaard
- Gaiden Megami Tensei: Tokyo Mokushiroku
- Golf Grand Slam
- Gouketsuji Ichizoku 2: Chottodake Saikyou Densetsu
- Groove on Fight: Gouketsuji Ichizoku 3
- Growlanser Generations
- Growlanser Generations (Deluxe Edition)
- Hellnight
- Imadoki no Vampire: Bloody Bride
- Jack Bros.
- Kartia: The Word of Fate
- Kwirk
- Kyuuyaku Megami Tensei
- The Legendary Axe II
- Luminous Arc
- Lunacy
- Majin Tensei
- Majin Tensei II: Spiral Nemesis
- Majin Tensei: Ronde
- Maken Shao: Demon Sword
- Maken X
- Megami Ibunroku Devil Survivor
- Megami Tensei Gaiden: Last Bible Special
- Metal Saga: Sajin no Kusari
- My World, My Way
- Persona
- Persona 2: Eternal Punishment
- Persona 2: Innocent Sin
- Persona 3
- Persona 4 Arena
- Persona 4 Arena Ultimax
- Persona 4 Dancing All Night
- Persona 5
- Persona 5 Strikers
- Persona 5 Royal
- Power Instinct
- Princess Crown
- Purikura Daisakus
- Rockin' Kats
- Rondo of Swords
- Shadow Hearts
- Shin Megami Tensei
- Shin Megami Tensei If...
- Shin Megami Tensei II
- Shin Megami Tensei III: Nocturne
- Shin Megami Tensei IV
- Shin Megami Tensei IV: Apocalypse
- Shin Megami Tensei V
- Shin Megami Tensei Nine
- Shin Megami Tensei: Devil Children: Black Book/Red Book
- Shin Megami Tensei: Devil Children: Messiah Riser
- Shin Megami Tensei: Devil Summoner
- Shin Megami Tensei: Devil Summoner: Raidou Kuzunoha vs. The Soulless Army
- Shin Megami Tensei: Devil Summoner Special Box
- Shin Megami Tensei: Digital Devil Saga
- Shin Megami Tensei: Digital Devil Saga 2
- Shin Megami Tensei: Persona 3
- Shin Megami Tensei: Persona 3 FES
- Shin Megami Tensei: Persona 4
- Snow Break
- Somer Assault
- Stella Deus: The Gate of Eternity
- Super Dodge Ball Advance
- Super Widget
- Tactics Ogre: Let Us Cling Together
- Tactics Ogre: Knight of Lodis
- Trauma Center: New Blood
- Trauma Center: Second Opinion
- Trauma Center: Under the Knife
- Trauma Center: Under the Knife 2
- Trauma Team
- Wacky Races
- Widget
- Wing Force

## Juegos distribuidos por Atlus
- Arcade games
  - Blazeon 1992
  - Oh My God! 1993
  - Power Instinct 1993
  - Hebereke no Popoon 1994
  - Power Instinct 2 1994
  - Naname De Magic! 1994
  - DonPachi 1995
  - Power Instinct Legends 1995
  - DoDonPachi 1997
  - Groove On Fight 1997
  - ESP Ra.De. 1998
  - Guwange 1999
  - Power Instinct Matrimelee 2003

- PlayStation
  - Space Griffon 1 de junio de 1997
  - Persona 25 de octubre de 1997
  - Ogre Battle: Limited Edition 17 de noviembre de 1997
  - Peak Performance 17 de noviembre de 1997
  - Tactics Ogre 1 de mayo de 1998
  - Kartia 18 de agosto de 1998
  - Trap Gunner 24 de septiembre de 1998
  - Bomberman World 25 de septiembre de 1998
  - Hell Night 1998
  - Guilty Gear 10 de noviembre de 1998
  - Advan Racing 19 de noviembre de 1998
  - Eggs of Steel 19 de noviembre de 1998
  - Brigandine: The Legend of Forsena 20 de febrero de 1999
  - Bomberman Fantasy Race 27 de julio de 1999
  - Thousand Arms 30 de septiembre de 1999
  - Tail Concerto 25 de octubre de 1999
  - Rhapsody: A Musical Adventure 30 de julio de 2000
  - Persona 2: Eternal Punishment 30 de noviembre de 2000
  - Hoshigami: Ruining Blue Earth 1 de agosto de 2001
  - Sol Divide 1 de diciembre de 2002

- PlayStation 2
  - Maken Shao: Demon Sword 7 de junio de 2001
  - Tsugunai: Atonement 19 de noviembre de 2001
  - Wizardry: Tale of the Forsaken Land 10 de diciembre de 2001
  - SkyGunner 25 de junio de 2002
  - Dual Hearts 23 de septiembre de 2002
  - Hard Hitter Tennis 8 de noviembre de 2002
  - Disgaea: Hour of Darkness 26 de agosto de 2003
  - Shin Megami Tensei: Nocturne 14 de octubre de 2004
  - Choro Q 27 de octubre de 2004
  - Stella Deus: The Gate of Eternity 26 de abril de 2005
  - Shin Megami Tensei: Digital Devil Saga 5 de abril de 2005
  - Samurai Western 7 de junio de 2005
  - Shin Megami Tensei: Digital Devil Saga 2 4 de octubre de 2005
  - Magna Carta: Tears of Blood 16 de noviembre de 2005
  - Metal Saga 25 de abril de 2006
  - Steambot Chronicles 23 de mayo de 2006
  - Rule of Rose 29 de agosto de 2006
  - Shin Megami Tensei: Devil Summoner: Raidou Kuzunoha vs. The Soulless Army 10 de octubre de 2006
  - Odin Sphere 28 de mayo de 2007
  - Persona 3 14 de agosto de 2007
  - Growlanser: Heritage of War 18 de septiembre de 2007
  - Baroque 8 de abril de 2008
  - Arcana Heart 8 de abril de 2008
  - Persona 3 FES 22 de abril de 2008
  - Dokapon Kingdom 18 de octubre de 2008
  - Eternal Poison 11 de noviembre de 2008
  - Persona 4 9 de diciembre de 2008[1] (Japón: 10 de julio de 2008)
  - Shin Megami Tensei: Devil Summoner 2: Raidou Kuzunoha vs. King Abaddon 12 de mayo de 2009

- PlayStation 3
  - Demon's Souls
  - 3D Dot Game Heroes
  - Catherine
  - The King of Fighters XIII 25 de octubre de 2011
  - Zeno Clash 2 2013
  - Persona 5 5 de septiembre de 2016 (Japón), 4 de abril de 2017 (WW)

- PlayStation 4
  - Persona 5 5 de septiembre de 2016 (Japón), 4 de abril de 2017 (WW)
  - Persona 3: Dancing Moon Night 24 de mayo de 2018 (Japón)
  - Persona 5: Dancing Star Night 24 de mayo de 2018 (Japón)

- PlayStation Portable
  - Monster Kingdom: Jewel Summoner 13 de febrero de 2007
  - Riviera: The Promised Land 10 de julio de 2007
  - Yggdra Union: We'll Never Fight Alone 16 de septiembre de 2008
  - R•Type Command 6 de mayo de 2008
  - Class of Heroes 7 de abril de 2009
  - Hammerin' Hero 7 de abril de 2009
  - Crimson Gem Saga 26 de mayo de 2009
  - Revelations: Persona 22 de septiembre de 2009
  - Persona 3 Portable 11 de enero del 2011

- PlayStation Vita
  - Persona 4 Golden 23 de octubre de 2012
  - Persona 3: Dancing Moon Night 24 de mayo de 2018 (Japón)
  - Persona 5: Dancing Star Night 24 de mayo de 2018 (Japón)

- Nintendo Entertainment System
  - Golf Grand Slam 31 de enero de 1991
  - Rockin' Kats Septiembre de 1991
  - Widget 1 de noviembre de 1992
  - Wacky Races 25 de diciembre de 1992

- Super Nintendo Entertainment System
  - BlaZeon 1992
  - GP-1 1993
  - Run Saber 8 de junio de 1993
  - World Soccer '94: Road to Glory 1 de diciembre de 1993
  - Super Widget 31 de diciembre de 1993
  - Pieces diciembre de 1994
  - Power Instinct 14 de octubre de 1994
  - Super Valis IV 1994
  - GP-1: Part II 15 de junio de 1994
  - Megami Tensei Gaiden: Last Bible III 1995

- Nintendo 64
  - Snowboard Kids 15 de marzo de 1998
  - Snowboard Kids 2 2 de marzo de 1999
  - Ogre Battle 64: Person of Lordly Caliber 5 de octubre de 2000

- Nintendo GameCube
  - Cubivore: Survival of the Fittest 11 de noviembre de 2002
  - Go! Go! Hypergrind 18 de noviembre de 2003

- Nintendo Wii
  - Trauma Center: Second Opinion 19 de noviembre de 2006
  - Trauma Center: New Blood 20 de noviembre de 2007
  - Baroque 8 de abril de 2008
  - Dokapon Kingdom 18 de octubre de 2008
  - Trauma Team 17 de junio de 2010

- Virtual Boy
  - Jack Bros. 1995

- Game Boy
  - Amazing Tater 24 de noviembre de 1989 (Puzzle Boy in Japan)
  - Kwirk 1990 (Puzzle Boy II en Japón)
  - Cosmo Tank 8 de junio de 1990
  - Pocket Stadium 28 de diciembre de 1990
  - Spud's Adventure 1991
  - Wacky Races 27 de marzo de 1992
  - Megami Tensei Gaiden: Last Bible II 13 de noviembre de 1993
  - Megami Tensei Gaiden: Another Bible 3 de marzo de 1995
  - Purikura Pocket 17 de octubre de 1997
  - Purikura Pocket 2 29 de noviembre de 1997

- Game Boy Color
  - Purikura Pocket 3 28 de diciembre de 1998
  - Hamster Paradise 26 de febrero de 1999
  - Revelations: The Demon Slayer 19 de marzo de 1999
  - Megami Tensei Gaiden: Last Bible II 16 de abril de 1999
  - GuruGuru Garakutaz 10 de septiembre de 1999
  - Hamster Paradise 2 17 de marzo de 2000
  - Tanimura Hitoshi no Don Quixote ga Iku 11 de agosto de 2000
  - Shin Megami Tensei: Devil Children 17 de noviembre de 2000
  - Robopon Sun 14 de diciembre de 2000
  - Hamster Paradise 3 15 de diciembre de 2000
  - Devil Children: Card Summoner 27 de julio de 2001
  - Hamster Paradise 4 28 de septiembre de 2001

- Game Boy Advance
  - Super Dodge Ball Advance 11 de junio de 2001
  - Tactics Ogre: The Knight of Lodis 6 de mayo de 2002
  - Robopon 2: Cross Version 12 de junio de 2002
  - Robopon 2: Ring Version 12 de junio de 2002
  - Lufia: The Ruins of Lore 6 de mayo de 2003
  - Devil Children: Puzzle de Call 5 de julio de 2003
  - Shining Soul 16 de septiembre de 2003
  - DemiKids: Dark Version 7 de octubre de 2003
  - DemiKids: Light Version 7 de octubre de 2003
  - Double Dragon Advance 18 de noviembre de 2003
  - King of Fighters EX2: Howling Blood 15 de diciembre de 2003
  - Shining Soul II 20 de abril de 2004
  - River City Ransom EX 25 de mayo de 2004
  - Shining Force: Resurrection of the Dark Dragon 8 de junio de 2004
  - Devil Children: Messiah Riser 4 de noviembre de 2004
  - Super Army War 22 de febrero de 2005
  - Riviera: The Promised Land 28 de junio de 2005
  - Battle B-Daman 25 de julio de 2006
  - Summon Night: Swordcraft Story 25 de julio de 2006
  - Super Robot Taisen: Original Generation 8 de agosto de 2006
  - Battle B-Daman 2: Fire Spirits 26 de septiembre de 2006
  - Summon Night: Swordcraft Story 2 17 de octubre de 2006
  - Yggdra Union 24 de octubre de 2006
  - Polarium Advance 14 de noviembre de 2006
  - Super Robot Taisen: Original Generation 2 21 de noviembre de 2006

- Nintendo DS
  - Puyo Pop Fever 3 de mayo de 2005
  - Trauma Center: Under the Knife 4 de octubre de 2005
  - SBK: Snowboard Kids DS 22 de noviembre de 2005
  - Deep Labyrinth 15 de agosto de 2006
  - Contact 17 de octubre de 2006
  - Touch Detective octubre de 2006
  - Bomberman Land Touch! 17 de noviembre de 2006
  - Etrian Odyssey 16 de mayo de 2007
  - Izuna: Legend of the Unemployed Ninja 20 de febrero de 2007
  - Luminous Arc 14 de agosto de 2007
  - Touch Detective 2 1/2 9 de octubre de 2007
  - Ontamarama 6 de noviembre de 2007
  - Draglade 4 de diciembre de 2007
  - Rondo of Swords 15 de abril de 2008
  - Drone Tactics 13 de mayo de 2008
  - Summon Night: Twin Age 3 de junio de 2008
  - Etrian Odyssey II: Heroes of Lagaard 16 de junio de 2008
  - Trauma Center: Under the Knife 2 1 de julio de 2008 (Japón: 7 de agosto de 2008)
  - Izuna 2: The Unemployed Ninja Returns 22 de julio de 2008
  - Master of the Monster Lair 21 de octubre de 2008
  - Luminous Arc 2 Will 18 de noviembre de 2008
  - My World, My Way 3 de febrero de 2009
  - Legacy of Ys: Books I & II 24 de febrero de 2009
  - Tokyo Beat Down 31 de marzo de 2009
  - The Dark Spire 14 de abril de 2009
  - Dokapon Journey 14 de abril de 2009
  - 101-in-1 Explosive Megamix 21 de abril de 2009
  - Steal Princess 21 de abril de 2009
  - Super Robot Taisen OG Saga: Endless Frontier 28 de abril de 2009
  - Knights in the Nightmare 2 de junio de 2009
  - Shin Megami Tensei: Devil Survivor 23 de junio de 2009
  - Shin Megami Tensei: Devil Survivor 2 28 de julio de 2011

- Sega Genesis
  - Crusader of Centy 16 de junio de 1994
  - Power Instinct 18 de noviembre de 1994

- Sega Saturn
  - Groove on Fight 1994
  - Virtual Hydlide 17 de abril de 1995
  - High Velocity: Mountain Racing Challenge 10 de noviembre de 1995
  - Lunacy 26 de mayo de 1997

- Dreamcast
  - Maken X 26 de abril de 2000
  - deSPIRIA 21 de septiembre de 2000

- Xbox
  - Shin Megami Tensei: NINE 5 de diciembre de 2002
  - Galleon 4 de agosto de 2004
  - Pro Fishing Challenge 31 de agosto de 2004

- Xbox 360
  - Operation Darkness 24 de junio de 2008
  - Spectral Force 3: Innocent Rage 29 de julio de 2008
  - Zoids Assault 26 de agosto de 2008
  - Catherine
  - The King of Fighters XIII 25 de octubre de 2011
  - Zeno Clash 2 2013

## Anime distribuido por Atlus
- Persona -trinity soul-